# Беллинген (Вестервальд)
Беллинген (нем. Bellingen) — община в Германии, в земле Рейнланд-Пфальц.
Входит в состав района Вестервальд. Подчиняется управлению Вестербург. Население составляет 593 человека (на 31 декабря 2010 года). Занимает площадь 4,29 км².